# Sarah Wamala
Sarah Wamala Andersson, tidigare Sarah Wamala, född i Kintuntu, Uganda, är en svensk medicinsk forskare och tidigare ämbetsman, arbetade för svenska regeringen som generaldirektör. Hon är professor i hälso- och välfärdsteknik vid Mälardalens universitet.

## Biografi
Wamala studerade nationalekonomi vid Makerereuniversitetet i Kampala och avlade där kandidatexamen. År 1999 disputerade hon för medicinsk doktorsexamen i folkhälsomedicin vid Karolinska institutet med en doktorsavhandling om riskfaktorer för hjärtinfarkt hos kvinnor. Hon är även utbildad i epidemiologi, hälsoekonomi och ledarskap vid Tufts University, USA, Cambridge School of Public Health i Storbritannien, Handelshögskolan i Stockholm och Stanford Business Graduate School i USA. 2001 blev Wamala docent och universitetslektor i samhällsmedicin vid Karolinska Institutet. 
Wamala var generaldirektör för Statens folkhälsoinstitut i Östersund från 1 november 2008 till 31 december 2013. Vid utnämningen presenterades hon som den första svenska generaldirektören med afrikansk bakgrund. Hon lämnade Statens folkhälsoinstitut i samband med att myndigheten gick upp i den nya Folkhälsomyndigheten 1 januari 2014.
Hon var tidigare verksam som chef i olika former bland annat som forskningsledare inom samma myndighet. I övrigt har hon varit avdelningschef inom Stockholms läns landsting och universitetslektor vid Karolinska Institutet och hon har även tidigare arbetat som chef i olika former vid Folkhälsoinstitutet.
2014–2015 var Wamala adjungerad professor i hälsopolicy och ledarskap vid Karolinska Institutet och har även varit verksam som oberoende rådgivare. 2020 tillträdde hon som professor i hälso- och välfärdsteknik vid Mälardalens universitet.